# 安凱HFF6110GS-2
安凱HFF6110GS-2（英語：Ankai HFF6110GS-2）是一款由中國安凱汽車生產的三軸特低地台雙層巴士，安凱HFF6110GS-1是其兩軸版本。

## 安凱HFF6110GS-2在香港
大公司在2009年引入了安凱HFF6110GS-2，此巴士型號主要是代替大公司中，購自其他巴士公司的二手丹尼士統治者巴士，而此車款成為香港巴士公司採購的第一款中國製造雙層巴士。

## 安凱HFF6110GS-2在杜拜
大杜拜分別在2009年和2015年購入了安凱HFF6110GS-2。

## 同廠產品
- 安凱HFF6110GS-1
- 安凱HFF6121GS-3

## 競爭產品
- 猛獅A95

## 備註
1. ↑  由於全部大巴士的車輛不設企位，所以將輪椅停放區計算在內。
2. ↑   註:

## 外部連結
- 香港大典上的相关条目：安凱HFF6110GS-2（繁體中文）
- 香港巴士及鐵路資料中心介紹